# Memorial Will Rogers
El Memorial Will Rogers es un museo en Claremore, Oklahoma, que conmemora al actor Will Rogers. El museo alberga artefactos, objetos de interés, fotografías, manuscritos y documentales pertenecientes a la vida de Rogers. Las charlas y películas protagonizadas por Rogers se muestran en un teatro.

## Historia
En 1983 se construyó una ampliación de 11 000 pies cuadrados (1000 m²) que agregó casi el doble de espacio para un teatro, una tienda de regalos más grande, oficinas y archivos, y espacios más amplios para exhibir las colecciones, agrupadas según los diversos ámbitos de la vida y la carrera de Rogers.
La tierra para el museo fue originalmente adquirida por Rogers, nacido en Claremore, en 1911, para el sitio de su casa de retiro, pero se le dio a los miembros de la familia Rogers después de su muerte y posteriormente donado al estado de Oklahoma. El museo abrió sus puertas en 1938, tres años después de su muerte.